# این انقلاب
این انقلاب (به انگلیسی: This Revolution) فیلمی محصول سال ۲۰۰۵ و به کارگردانی استیفن مارشال است. در این فیلم بازیگرانی همچون رزاریو داوسون، ناتان کروکر، ایمی ردفورد، برت دل بونو، برندان سکستون سوم و ایمورتال تکنیک ایفای نقش کرده‌اند.